# Староруднянский сельсовет
Староруднянский сельсовет (белор. Стараруднянскі сельсавет) — административная единица на территории Жлобинского района Гомельской области Республики Беларусь. Административный центр — деревня Старая Рудня.

## География
Расположен в северо-восточной части Жлобинского района.
Граничит с Кировским, Пиревичским сельсоветами Жлобинского района, Буда-Кошелёвским районом Гомельской области.
Расстояние от д. Старой Рудни до г. Жлобина – 35 км, Гомеля – 80 км.

### Водная система
Протекают реки: Окра.
Расположен водоём: оз. Осушное.

## Транспортная сеть
Проходят автомагистрали: М-5.
Проходит участок железной дороги: Минск-Гомель.

## Состав
Староруднянский сельсовет включает 9 населённых пунктов:
- Барановка — деревня
- Глушица — посёлок
- Завод — деревня
- Колыбовка — деревня
- Осиновица — посёлок
- Советская — деревня
- Старая Рудня — деревня
- Хальч — посёлок
- Четверня — деревня

## Население
Численность зарегистрированного населения – 1 842 чел., число домохозяйств – 598 (на 1 января 2023 года).

## Культура
- Староруднянский Дом культуры
- Староруднянская библиотека

## Достопримечательность
- Братская могила и постамент с бюстом Петровскому Л. Г. в деревне Старая Рудня —  Историко-культурная ценность Республики Беларусь, шифр 313Д000317
- Братская могила и памятник воину Красной Армии в деревне Четверня —  Историко-культурная ценность Республики Беларусь, шифр 313Д000328
- Памятник Жлобинскому истребительному батальону в деревне Завод
- Обелиск в честь лётчика Назаренко В. А.